# Red Cedar Inn
O Red Cedar Inn abriu em Pacific, Missouri, logo após o fim da Lei Seca. Em 1932, a Route 66 chegou a Pacific e a cidade ganhou um impulso econômico. Antes disso, o principal comércio de Pacific era a extração de dióxido de silício, utilizada para fazer vidro fino e materiais de construção, como tijolos. O Red Cedar Inn era um restaurante com serviço completo e servia cocktails, uma vez que a Lei Seca tinha sido revogada pouco antes da sua abertura. A estalagem tornou-se popular entre os viajantes da Route 66 e foi visitada pelos jogadores de basebol Bob Klinger, Dizzy Dean e Ted Williams.
Os irmãos James e Bill Smith construíram a estalagem com materiais rústicos, tais como paredes interiores de troncos e pinho nodoso e linhas de madeira branca no exterior. Os troncos utilizados para construir o restaurante vieram da quinta da família dos irmãos. Queriam que a estalagem refletisse aos tempos dos pioneiros do Missouri e atraísse turistas. Os irmãos tinham ganho a vida com o contrabando de bebidas alcoólicas na quinta da família, em Villa Ridge. No entanto, quando a Lei Seca terminou em 1933, o seu negócio fechou. James e Bill abriram tabernas, em Eureka e Fenton, respetivamente. Na mesma altura, construíram o Red Cedar Inn na recém-criada Route 66. A localização do restaurante tornou-o muito bem sucedido, e os Smiths acrescentaram um bar ao restaurante em 1935. Nos seus primeiros anos, a estalagem fornecia serviço de gasolina a partir de duas bombas em frente ao edifício. As vendas de gasolina acabaram por ser interrompidas para concentrar os esforços no negócio do restaurante.
Quando os irmãos terminaram de construir o restaurante, passaram a gerência a James II. Mais tarde, James II casou-se com uma das empregadas de mesa do restaurante, Katherine Brinkman, e compraram o negócio a James I em 1944. Geriram o negócio com os seus filhos, James III e Virginia "Ginger" Smith, até 1972, altura em que James II se aposentou. A estalagem foi arrendada durante algum tempo antes de ser temporariamente encerrada até 1987. Katherine, James III e Ginger reabriram o restaurante em 1987, que foi gerido durante vários anos por Wes Karna antes de ser novamente encerrado em 2005.
Em abril de 2003, a estalagem foi inscrita no Registo Nacional de Lugares Históricos. O restaurante fechou em 2005. Em 2010, James III começou a transformar a estalagem no Centro de Negócios Histórico Red Cedar. A cozinha do restaurante foi alterada, mas a estrutura permaneceu intacta. Em 2012, a família Olson criou uma página no Facebook para a estalagem e indicou que estava fechada. A cidade de Pacific comprou o edifício em 2017 por 290 000 dólares com a intenção de o converter num centro de genealogia e história e num museu, embora desde a compra a utilização final da propriedade tenha estado aberta a comentários públicos, esperando-se que a decisão final seja tomada no verão de 2019.